# Stara Synagoga w Białej Podlaskiej
Stara Synagoga w Białej Podlaskiej – była pierwszą synagogą w Białej Podlaskiej. Spłonęła w 1826 roku. Na jej miejscu stanęła nowa murowana synagoga.